# Imereticultuur
De Imereticultuur  was een archeologische cultuur van het epipaleolithicum in de Kaukasus, voornamelijk in de vallei van de Kvirila, gedateerd op ca. 9 tot 8 duizend jaar geleden. 
De cultuur is deel van een complex dat zich uitstrekte over de Pontische Steppe tot de Donaumonding, en kenmerkte zich door een bijna volledige afwezigheid van tweezijdig bewerkte stenen werktuigen. Er was een overgang van werktuigen van een paleolitisch type naar trapeziumvormige en rechte microlieten.  De werktuigset vertoont enige overeenkomsten met de Zarzian- en Baradostian-culturen van het Zagrosgebied. Er was een diversificatie van de economie.